# Анадоль
Анадо́ль (укр. Анадо́ль) — село в Волновахском районе Украины.

## История
Село Анадоль находится на берегах речки Шагара. Здесь с 1826 г. живут греки-переселенцы с Анатолийской провинции Османской империи. Строительство жилых домов началось весной 1829 года.
Ландшафт местности представляет собой мозаику степных луговых и прибрежно – водных биномов: крутые склоны, насыпи, обрывы, в том числе обнажение гранита (очень похоже на местность «Каменные могилы»).
В 1924 году в селе были созданы два товарищества по совместной обработке земли, которые в 1930 году объединились в колхоз «Авангард».
В ходе Великой Отечественной войны селение было оккупировано немецкими войсками, но в дальнейшем освобождено.
В начале 1970 года численность населения составляла 741 человек, здесь действовали центральная усадьба колхоза имени Ленина (имевшего 3775 гектар пахотных земель), восьмилетняя школа, больница, детские ясли, библиотека, клуб и три магазина.
В мае 1995 года Кабинет министров Украины утвердил решение о приватизации находившегося в селе Волновахского комбикормового завода.
По переписи 2001 года население составляло 666 человек.
17 января 2005 года хозяйственный суд Донецкой области возбудил дело о банкротстве находившегося здесь колхоза имени Ленина.
На момент 2023 года в селе действует ряд следующих учреждений: детский садик «Ягодка», муниципальное бюджетное общеобразовательное учреждение «Анадольская школа», сельский Дом культуры, библиотека, почтовое отделение, Анадольская амбулатория, храм «Всех Святых», сеть магазинов.

## Герб
Герб села представляет собой исторически традиционный щит, в основе которого прямоугольник в пропорциях золотого сечения. Щит разделен по горизонтали на две цветовые части золотой волнистой линией. На верхней части щита золотая композиция на голубом фоне олицетворяющая историческое прошлое, нижняя – золотая композиция на зеленом фоне – сегодняшнюю жизнь села, его жизнедеятельность. По обе стороны золотой волнистой линией белый декор. Верхний символизирует морское пространство Анатолийского побережья, нижний – речку Шагара ,на которой обосновалось село. Верхнее поле гербового щита голубого цвета символизирует небо, на котором золотое изображение капители – деталь античного строения ,указывающего на принадлежность жителей села к выходцам из Анатолии. Над капителью - золотой цифровой символ «1826» - год основания села. Нижняя часть гербового щита зеленого цвета - цвета сельхозугодий ,на котором изображены золотые символы основной деятельности жителей села - хлебопашество и животноводство. Венчает композицию пчела – символизирующая трудолюбие анадольцев. Герб окружен золотым растительным декором и голубой лентой, на которой написаны на русском и греческом языках название села.

## Известные уроженцы
Ефим Викторович Харабет — родился 29 июля 1929 года в селе Анадоль Донецкой области. Он был греком по национальности. Харабет стал известен как советский и украинский художник-медальер, внесший значительный вклад в развитие медальерного искусства. Его творческая деятельность, в результате которой он создал более пятисот произведений, включая медальеры, скульптуры малых форм и символику города Мариуполя, началась в 1973 году.
В 1978 году он стал членом Союза художников СССР, а позже — членом Национального союза художников Украины. В 1983 году Харабет был удостоен премии им.Артёма Донецкого ОК ЛКСМУ. В 1993 году ему было присвоено звание заслуженного деятеля искусств Украины. А c 1997 года он стал почётным гражданином города Мариуполя.
Ефим Викторович избирался депутатом Мариупольского (ранее Ждановского) городского Совета XII и XIII созывов и был делегатом VII и VIII съездов Союза художников Украины. Среди его значимых работ — символика Мариуполя: герб, знамя, флаг города, а также церемониальный знак городского головы и большой герб Донецка. Он создал орден «За заслуги» III степени (1999), а также медаль «Защитнику Отчизны» и почётный знак отличия Президента Украины.
В Мариуполе в честь Ефима Харабета назван Музей медальерного искусства, где хранится уникальная коллекция его произведений.

## Транспорт
Село находится в 8 км от ближайшей железнодорожной станции Карань на линии Мариуполь — Волноваха Донецкой железной дороги.

## Адрес местного совета
85790, Донецкая область, Волновахский р-н, с. Анадоль, ул. Ленина, 17-а. (До 2022)
285790, Донецкая Народная Республика, м.р-н Волновахский, с.п. Хлебодаровское, с. Анадоль, ул. Ленина, д. 17А. (На 2023 год)